# Острво Аитутаки
Острво Аитутаки, такође познато као Араура, Арарау и Утатаки, једно је од острва које припада Куковим острвима, у Полинезији у Тихом океану. Највећи град је Арутанга на западној страни. Његова површина износи 18,05 км². Налази се 220 km од Раротонге, а са бројем становника од 2.194 је друго најнасељеније острво на Куковим острвима. Такође, острво Аитутаки је друго најпосећеније острво овог архипелага.

## Географија

### Положај и моргологија
Аитутаки је атол који се налази у јужном делу Тихог океана. Највиша тачка на острву је Маунга Пу са 123 m надморске висине. Налази се на координатама 18° 51′ 0″ јужно и 159° 47′ 24″ западно, док обим острва износи свега 18 km.
На острву се налази мноштво плажа, неколико малих ненасељених острва као и корална лагуна која је препуна коралима и другим плажама.

## Рељеф
Аитутаки је вулканског порекла. Највећа надморска висина на острву износи 123 m са врхом Маунга Пу који се налази на самом северу острва. Међутим, његових 12 осталих острва на мору су ниске коралне формације. Површина атола износи 18,05 km², од чега главно острво заузима површину од 16,8 km². Састоји се од брда, приобалне равнице и велике тиркизне лагуне.

## Клима
Аитутаки је острво са тропском климом. Дневне температуре се крећу од 27°C у јулу, а до 30°C у марту. Месец са најмање кише у Аитутакији је август са свега три дана кише, док је најкишнији месец март са 18 дана кише. Температура мора је у распону од 25°C до 28°C.

## Флора и фауна
На острву Аитутаки углавном цвета широк спектар тропског воћа и поврћа. Аутохтоне врсте укључују таро, јам, банане, хлебно воће и слатки кромпир. Уведене врсте у многим случајевима које се узгајају за извоз укључују агруме, парадајз, ананас, папају, пасуљ и тиквице.
Првобитни полинезијски досељеници довели су са собом свиње, псе, кокошке и врсту малог пацова. То је и даље главна фауна, мада је уведено и неколико коза, коња и других животиња. Влада Кукових острва је 2012. године објавила планове за стварање заштићеног морског парка који би обухватао подручје око јужних острва, са површином од више од 1,000,000 km².

## Туризам
Аитутаки често добија титулу као најлепша тиркизна лагуна на свету, те је после Раротонге друго најпосећеније острво на Куковим острвима. У понуди су разни једнодневни аранжмани који укључују трансфер, авионске карте, крстарење лагуном, роњење и ручак.
Такође, можете изнајмити неку од пешчаних плажа само за себе до које долазите кајаком. Једна од атрактивнијих ствари на острву је могућност изнајмљивања сопственог чамца и обилазак Маинe (енгл. Maine), острва Медени Мецес (енгл. Honeymoon) или острва Једно стопало (енгл. One foot), где посетиоци могу добити печат у пасошу у најмањој пошти на свету. 